# 1024 Hale
1024 Hale је астероид главног астероидног појаса. Приближан пречник астероида је 41,36 ,
а средња удаљеност астероида од Сунца износи 2,864 астрономских јединица (АЈ).
Инклинација (нагиб) орбите у односу на раван еклиптике је 16,086 степени, а орбитални период износи 1770,478 дана (4,847 године). Ексцентрицитет орбите астероида износи 0,226.
Апсолутна магнитуда астероида износи 10,60 а геометријски албедо 0,059.
Астероид је откривен 2. децембра 1923. године.